# The Smoking Gun
The Smoking Gun (deutsch etwa: „Das rauchende Schießeisen“, als Synonym für einen eindeutigen Beweis) ist eine englischsprachige Website, die täglich Dokumente, Aufzeichnungen und Fotos veröffentlicht, die Aufschluss über Gerichtsverhandlungen, polizeiliche Ermittlungen und politische  Vorgänge geben. Häufig werden Halbwahrheiten oder Behauptungen von Prominenten in einer Art Dossier mit den tatsächlich auffindbaren schriftlichen und bildlichen Beweisen verglichen.

## Geschichte
Die Website wurde 1997 von William Bastone und Daniel Green gegründet, die zuvor als Reporter für die New Yorker Wochenzeitung The Village Voice gearbeitet hatten. Sie beschlossen, anstelle einer in den Medien üblichen, sich ständig vergrößernden Masse an Gerüchten und Zitaten nur tatsächliche Dokumente und Fotos zu veröffentlichen.

## Konzept
The Smoking Gun veröffentlicht Gerichtsakten, Verhaftungsprotokolle und Fahndungsfotos, die häufig überraschend oder auch humorvoll sind, gelegentlich aber auch die Aussagen bestimmter Personen (nicht selten Prominenter) relativieren oder widerlegen. Auch historische Dokumente und Dossiers, in denen sich ausführlich mit einem bestimmten Sachverhalt auseinandergesetzt wird, werden veröffentlicht.
Beispiele der Arbeit von The Smoking Gun sind die Aufdeckung von Widersprüchen in der angeblichen Autobiografie des US-Autors James Frey oder das Aufzeigen der Tatsache, dass viele politisch aktive Schauspieler wie etwa Ben Affleck es selbst nie für nötig befunden haben, ihr Wahlrecht wahrzunehmen.